# くるみ割り人形とねずみの王様

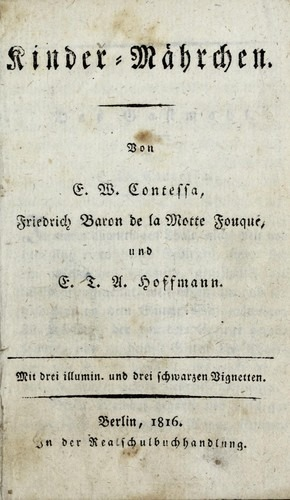

『くるみ割り人形とねずみの王様』（くるみわりにんぎょうとねずみのおうさま、独: Nußknacker und Mausekönig）は、E.T.A.ホフマンのメルヒェン。1816年にカール・ヴィルヘルム・ザリーツェ＝コンテッサ並びにフリードリヒ・フーケの作品と共に『少年童話集』（『童話集』とも）という単行本に収録された。その後作品集『ゼラピオン同人集』第一巻に収められた。チャイコフスキーのバレエ『くるみ割り人形』の原作として知られる作品である。

## 物語
医務参事官シュタールバウム家のあるクリスマスの情景からはじまる。この家には上からルイーゼ、フリッツ、マリーの3人の子供がおり、下の娘マリーは7歳になる。彼女はたくさんのクリスマスプレゼントのなかから不恰好なくるみ割り人形をみつけ、これがすっかり気に入るが、これをフリッツが大きな胡桃を無理に割ろうとして故障させてしまう。くるみ割り人形を気の毒に思ったマリーは、その夜、戸棚に飾ってある他の人形のベッドを借りてくるみ割りを休ませようとする。するとあたりの様子が変化し、地面から7つの首をもつネズミの王様が軍勢をともなって現われる。それに対してくるみ割り人形が動き出し、ほかの人形たちを率いてネズミの軍を相手に戦争を始める。マリーがくるみ割りの窮地を救おうとすると、彼女は不意に気を失い、気がつくと包帯を巻かれてベッドに寝かされていた。母親たちの話では、マリーは夜中まで人形遊びをしているうちにガラス戸棚に腕を突っ込んで怪我をしてしまったのだという。
マリーが名付け親であるドロッセルマイヤーおじさんにこのことを話すと、彼は「ピルリパート姫」にまつわるおとぎ話を話して聞かせる。物語の中では姫はネズミの呪いを受けて醜くされてしまうが、時計師ドロッセルマイヤーとその甥の活躍でもとの美しさを取り戻す。しかしその身代わりにまだ若い甥のドロッセルマイヤーが醜い姿に変えられてしまったのだった。この話を聞くと、マリーは彼女のくるみ割りこそが青年ドロッセルマイヤーなのだと考える。こののち、マリーのもとに夜な夜なネズミの王様が現われ、くるみ割りの安全と引き換えにマリーのお菓子を要求するようになる。マリーが仕方なく戸棚の敷居に菓子を置いておくと、翌朝にはネズミによって食い荒らされているのだった。しかしネズミはさらにマリーの絵本や洋服まで要求するようになる。マリーが困ってくるみ割りに話しかけると、彼は一振りの剣を与えてほしいと答え、マリーは兄フリッツに頼んで兵隊人形の剣を一振りもらう。
その夜、くるみ割りがマリーのもとに現われ、もらった剣でネズミの王様に打ち勝ったことを告げる。そして助けてもらったお礼として、彼はマリーを美しい人形の国へ招待する。翌朝、自分のベッドで目覚めたマリーは夢のような人形の国の情景が忘れられず、家族にそのことを話してまわるが、誰からも取り合ってもらえなかった。そうした中、ドロッセルマイヤーおじさんが甥の青年を連れて尋ねてくる。感じのいいこの青年は、マリーと二人きりになると途端に、自分がマリーに救われたくるみ割り人形だと告げ、彼女のおかげでもとの姿に戻れたのだと話す。彼はいまや人形の国の王様であり、マリーを王妃として迎えに来たのだった。

## 解題
作品は、クリスマスに人形が命をもって動き出すメルヒェン物語であり、この作品に続く人形が活躍する児童文学に大きな影響を与えた。
ホフマンは『黄金の壺』を発表したのちに本作品の構想をはじめ、『砂男』（1815年）とほぼ同時期に本作品を完成させており、1816年12月7日、ホフマンの企画により発行されたクリスマス童話集『子供のメルヒェン』に収録された。この童話には批判が多くあつまり、1816年の新聞では「誰がこれを子供に読み聞かせられようか？」「不適切な冗談によって鼻持ちならない堕落しきったものになっている」「子供たちの理解力にふさわしいか否か考慮されなかったのか」などと批評された。これには当時の社会情勢として、多くの子供たちが身分制を原因とする社会的貧困の中に置かれており、この物語で描写される「立派な家で両親に見守られて幸せな暮らしをする」のは上流階級の子供たちだけだったことも原因にあげられる。1819年、この物語は『ゼラーピオン同人集』にホフマンによるこれらの批評への反論とともに再録された。ホフマンの原作は難解であり、現代ではドイツで発行される場合であっても大抵の場合は子供向けの本では原文によみやすく手を入れた状態で発行される。
この物語はもともと、作者ホフマンが友人ユーリウス・エドゥアルト・ヒッツィヒの子供のために即興で作ったものであった。ヒッツィヒにはクララ、フリッツ、マリーという名の子供たちがいた。特にマリーをよく可愛がっており、彼女が13歳で逝去した際にヒッツィヒに宛てた手紙にマリーの死を予感していたことから、翻訳家の前川道介はドロッセルマイヤーがホフマンの自画像であると述べている。この話はマリーのためのクリスマスプレゼントとして作られたものであった。作中で不気味な雰囲気を漂わせている、話好きで手先の器用な「ドロッセルマイヤーおじさん」には、容貌魁偉で「お化けのホフマン」などと言われていた作者ホフマンのイメージが重なると、翻訳家の種村季弘は述べている。
チャイコフスキーによるバレエ「くるみ割り人形」の原作であるが、台本の草案を書いた振付師のマリウス・プティパはドイツ語を解さなかったため、実際にはアレクサンドル・デュマ・ペールが息子アレクサンドル・デュマ・フィスと合作・翻案した『はしばみ割りの物語』が下敷きに用いられている。これに関してドイツ文学者の識名章喜は物語をバレエやオペラなどの演目にする場合、原作から話を単純化することはよく見られるものと述べている。デュマ版はホフマン版のような夢と現実の区別が曖昧で想像力を掻き立てるような表現を排して登場人物の行動を具体的に記述する傾向があるなどの違いがあるが、ストーリーの流れはホフマン版と同じである。バレエはこれを大幅に短縮し、最初の戦争にマリーが助勢したことでネズミの軍に対する勝利を確定させ、「ピルリパート姫」以降の話を全面的に省略して雪の国から人形の国へ行く場面へと進み、人形の国（お菓子の国）での様々な登場人物の描写に後半部の大半を使っている。また、主人公の少女の名前がホフマン版やデュマ版の「マリー」から「クララ」（原作では冒頭でマリーが貰った人形の名前の愛称）に変更されている。
このバレエのほか、バレエおよび童話を原作として映画やアニメーション作品がいくつもつくられている（Category:くるみ割り人形を参照）。

## 日本語訳

### ホフマン
- ホフマン 著、永井照徳 訳 「胡桃割と鼠の王様」『ホフマン全集 第2巻』より、三笠書房、1936年[19]
- ホフマン 著、石川道雄, 内藤吐天 訳 『胡桃割人形と鼠の王様』、青木書店、1943年[20]
- ホフマン 著、伊東勉 訳 『くるみわり人形』、晃文社〈世界児童名作文庫〉、1949年[21]
- ホフマン 著、国松孝二 訳 『クルミわりとネズミの王さま』、岩波書店〈岩波少年文庫〉、1951年[22]
- ホフマン 著、前川道介 訳 「クルミ割り人形とネズミの王様」『ドイツ・ロマン派全集 第3巻』より、国書刊行会、1983年[23]
- ホフマン 著、種村季弘 訳 『くるみ割り人形とねずみの王様』、河出書房新社〈河出文庫〉、1996年、ISBN 430946145X
- ホフマン 著、上田真而子 訳 『クルミわりとネズミの王さま』、岩波書店〈岩波少年文庫〉、2000年、ISBN 4001140756
- ホフマン 著、大島かおり 訳 『くるみ割り人形とねずみの王さま／ブランビラ王女』、光文社〈光文社古典新訳文庫〉、2015年、ISBN 978-4334753092

### デュマ
- デュマ 著、小倉重夫 訳 『くるみ割り人形』、東京音楽社、1991年、ISBN 4885642051
- デュマ 著、矢野正俊 訳 『デュマが語るくるみ割り人形』 貞松・浜田バレエ団（私家版）、1991年[24]